# 亀井三恵子
亀井 三恵子（かめい みえこ、1929年 - ）は、日本の漫画家。長谷川町子と共に「女性漫画家の草分け」と称される。
しんぶん赤旗において、8コマ漫画『台所剣法』を1970年から2015年まで連載した。『台所剣法』は料理・グルメ漫画の「祖」として挙げられることもある。

## 略歴
1929年生まれ。
岡山県津山高等女学校（現・岡山県立津山中学校・高等学校）を卒業後、山陽新聞社から4コマ漫画の掲載依頼を受け、小学生新聞や中学生新聞へ漫画掲載を始める。主婦の友社の嘱託となり、漫画の連載やイラスト・ルポを担当する。
その後、フリーとなり集英社の「おもしろ漫画文庫」や小学館から単行本を刊行する。
1970年、3か月の予定でしんぶん赤旗に『台所剣法』の連載を原則金曜の週1回掲載で開始。この作品が多くのファンを獲得し、以後、2015年に休載し、2017年に連載終了が発表されるまで、長寿連載された。

## 著書
- 『バクダットのメイ探偵』光洋出版、1948年。全国書誌番号:45032288。
- 『ゴルゴンメヅサの首』光洋出版、1949年。全国書誌番号:45032289。
- 『星座漫遊記』光洋出版、1948年。全国書誌番号:45032290。
- 『ほらふきドクトルの原始國漂流記』吉川書店、1948年。
- 『黒い宝』光洋出版、1948年。
- 『謎のボール』光洋出版、1948年。
- 『シンデレラ姫』集英社〈おもしろ漫画文庫〉、1954年。全国書誌番号:45032291。
- 『小公子』集英社〈おもしろ漫画文庫〉、1955年。全国書誌番号:45032292。
- 松谷みよ子文『ばけくらべ（かみしばい日本むかしむかし）』童心社、1969年。ISBN 4-494-07685-6。
- 『パズルとうの大じけん』武川明子指導展開、童心社、1971年。全国書誌番号:21941048。
- 『絵ごよみ 昭和のくらし』河出書房新社、2013年。ISBN 978-4-309-75001-9。